# براوورا
براوورا (به ایتالیایی: Bravura) در موسیقی کلاسیک، براوورا سبکی از موسیقی و اجرای آن برای نشان دادن مهارت یک مجری است. معمولاً، این گذری چیره‌دستانه است که به‌صورت تک‌نفره و اغلب در کادنزا اجرا می‌شود.
این اصطلاح به معنای «اثر برای اثر» است، بنابراین، در حالی که بسیاری از قطعات بتهوون نیاز به مهارت بالایی دارند، به عنوان «براوورا» توصیف نمی‌شوند. فولر-میت‌لند آریاهای زیر را به عنوان نمونه‌هایی از براوورا پیشنهاد می‌کند: «بگذارید سرافیم درخشان» از سامسون، «انتقام جهنم در قلب من می‌جوشد» (پردۀ دوم از فلوت سحرآمیز) و «دیگر غمگین نیست» از سیندرلا.
اصطلاحات موسیقی «آلگرو دی براوورا» (شاد از مهارت) و «کُن براوورا» (با مهارت) بیانگر جسارت، آتش و درخشندگی است.
اصطلاح «براوورا» همچنین به اجرای جسورانه در باله اشاره دارد، به عنوان مثال: با اشاره به پا ده دو (گام دو) از له کورسیر. لین گارافولا مکتب بالۀ روسی ماریوس پتیپا را اینگونه توصیف می‌کند که «تکنیک براوورای ایتالیایی جدید را با همتای تغزلی‌تر فرانسوی خود پیوند می‌دهد».